# Crisis política en Nicaragua (2018-presente)
La crisis política o crisis sociopolítica en Nicaragua de 2018 se refiere al período de inestabilidad política que atraviesa el país desde el 18 de abril después de varios meses de protestas civiles contra el gobierno de los copresidentes Daniel Ortega y su esposa Rosario Murillo, luego de que se anunciara una serie de modificaciones a la reforma del Instituto Nicaragüense de Seguridad Social a quien un sector de la población están afiliada al seguro, buscaba imponer un aporte del 6,25 % a un 7 % sobre su salario; lo que aumentó sustancialmente las contribuciones patronales y laborales e imponiendo de forma «ilegal» impuesto a las pensiones de los actuales jubilados y una disminución a las pensiones futuras.
Ortega anunció las reformas modificadas el día 16 de abril y publicadas oficialmente el 18 de abril. El patronal COSEP rechazó la reforma, asegurando que esta no contaba con el consenso suficiente. Días posteriores una parte de la población desconoció las medidas al INSS, tanto sectores sociales y privadas, convocaron en conjunto para realizar una mesa de diálogo inclusivo, con la participación de la Iglesia, estudiantes, trabajadores y la empresa privada.
La represión por parte del gobierno y la policía nacional durante las protestas antigubernamentales causaron alrededor de 325 personas fallecidas, que fue condenado por ACDH de la ONU, la Comisión Interamericana de Derechos Humanos (CIDH) y el Grupo Internacional de Expertos Independientes. El presidente ordenó censurar a medios de comunicación opositores, que divulgaban diversas informaciones sobre las protestas. También se impulsó una normativa de ley a la Asamblea Nacional de Nicaragua que fue aprobada como «ley anti-terrorismo» con el fin de prohibir las manifestaciones. Diversos organismos internacionales como la Organización de los Estados Americanos, la OHCHR, el Grupo de Lima y la Unión Europea condenaron los hechos y convocaron un diálogo para la paz social.

## Antecedentes
En 2013, el Instituto Nicaragüense de Seguridad Social (INSS) entró en un déficit que fue creciendo de forma continua durante los siguientes años, alcanzando los 1579 millones de córdobas en 2016 y 2182,6 millones hasta noviembre de 2017. La misión del Fondo Monetario Internacional (FMI) en Nicaragua alertó en 2017 de que las reservas de efectivo del INSS se agotarían en 2019 si no se llevaba a cabo una reforma del mismo. El gobierno de Daniel Ortega preparó una reforma del INSS con el asesoramiento del FMI. El gobierno descartó algunas de las medidas propuestas por el Fondo Monetario Internacional como retrasar la edad de jubilación, argumentando que a una edad más avanzada hay menos posibilidades de conseguir empleo, así como la urgencia de la reforma, que debía dar resultados tempranos para asegurar la viabilidad inmediata del INSS, mientras que algunas medidas del FMI darían resultados en tres o cuatro años.
A principios de abril de 2018, la patronal Consejo Superior de la Empresa Privada (COSEP) anunció que había comenzado a negociar con el gobierno la reforma del INSS, declarando que la solución debía incluir un aumento de la contribución de las empresas y de los empleados, así como una reforma fiscal, así también creando un nuevo impuesto para las personas jubiladas del 5 %. En las negociaciones participaron gobierno, representantes de la gran empresa (COSEP) y sindicatos sandinistas y quedaron excluidas las pequeñas y medianas empresas.
Las reformas fueron anunciadas el 16 de abril y publicadas oficialmente el 18 de abril. La reforma incluyó un incremento del 0,75 % (del 6,25 % al 7 %) de la contribución al INSS por parte de los empleados y un 2 % (del 19 % al 21 %) por parte de los empresarios a partir de julio. La aportación de los empresarios se incrementaría anualmente hasta llegar al 22,5 % en 2020. A esto se añadiría un 5 % de deducción de las pensiones. Los sindicatos del Frente Nacional de los Trabajadores (FNT) y Unión Nacional de Empleados apoyaron la reforma, mientras que la patronal COSEP la rechazó, aseguró que esta no contaba con consenso y presentó un recurso de amparo para intentar revertirla.

## Desarrollo de la crisis

### Enero 2019

#### Suspensión de procesión, sentencias a detenidos políticos y Papa exhorta a la paz (1-10 de enero)
El arzobispo de Managua, Leopoldo Brenes, tomó la decisión de suspender la procesión después de recibir llamadas diciéndole que podrían haber incidentes. «Podría haber choques (disturbios), me imagino yo» respondió Brenes ante las preguntas de los periodistas. No reveló el nombre de las personas que le hicieron las llamadas. Mientras en la eucaristía los feligreses y sacerdotes eran asediados por fuerzas policiales.
Ese mismo día las madres de los presos políticos enviaron una carta a las autoridades del Sistema Penitenciario «La Modelo» en Tipitapa y al Ministerio de Gobernación para exigir una investigación sobre la denuncia que hicieron hace algunos días varios presos políticos del penal en la que aseguran haber recibido una golpiza por parte de los custodios el 31 de diciembre. La denuncia también sería llevada ante la Comisión Interamericana de Derechos Humanos (CIDH), según informaron las propias madres.
El 3 de enero, en una carta firmada por el canciller de Nicaragua Denis Moncada, les solicitó a los gobiernos de América Latina y el Caribe no apoyar la iniciativa del secretario general de la Organización de los Estados Americanos (OEA) Luis Almagro, de realizar una sesión con carácter de urgencia, en la cual se pondría a votación la aplicación de la Carta Democrática para Nicaragua. «En mi carácter de canciller del Gobierno de Nicaragua solicitó amablemente el apoyo de sus gobiernos para que las peticiones del Secretario General de la OEA, Luis Almagro, relacionadas con la aplicación del artículo 20 de la Carta Democrática Interamericana, no sean aprobadas en la Organización de los Estados Americanos», reza la carta que consta con 21 páginas y que fue enviada este primero de enero de 2019.
El cuerpo del estudiante de agroecología Cristhian Cadenas, apareció carbonizado el 20 de abril en el Billar Lezama, de León, edificio alcanzado por el incendio que inició en la sede del Centro Universitario de la Universidad Nacional Autónoma (CUUN). A los familiares del universitario les pareció extraño encontrar mutilaciones en el cadáver. Ocho meses después, el Grupo Interdisciplinario de Expertos Independientes (GIEI) presentó en su informe un rastreo exhaustivo sobre el incendio en el CUUN y reveló detalles de la muerte del estudiante.
Un grupo de Periodistas internacionales y defensores de la libertad de prensa en América Latina y otros países del mundo, incluyendo varias firmas de amplia influencia, demandaron en una carta pública al Gobierno de Daniel Ortega y Rosario Murillo el respeto a la libertad de prensa en Nicaragua y la liberación inmediata de los periodistas Miguel Mora y Lucía Pineda Ubau, director y jefa de prensa, respectivamente, de 100 % Noticias, detenidos ilegalmente la noche del viernes 21 de diciembre, cuando el régimen ordenó suspender sus transmisiones y confiscar las instalaciones del canal de noticias.
El 7 de enero, la Policía Nacional de Nicaragua allanó sin ninguna orden judicial la vivienda de la exguerrillera sandinista Dora María Téllez. La historiadora y exguerrillera dejó su hogar desde los primeros meses del estallido de la crisis en Nicaragua. Dora señaló de desesperación de la dictadura orteguista sandinista las acciones ilegales de allanamiento que hicieron en su morada.
Al día siguiente la jueza Segundo Distrito Penal de Juicio de Managua, Adela Cardoza Bravo despuntó el año 2019 sentenciando a penas que oscilan entre 25 y 47 años de prisión a ocho manifestantes jinoteganos que participaron en las protestas antigubernamentales entre abril y junio del 2018. Mientras el juez suplente Tercero Distrito Penal de Juicio de la capital, Carlos Alberto Cano, sentenció a 4 años de prisión al psicólogo granadino Róger Alfredo Martínez, quien participó de las protestas antigubernamentales en esa ciudad.
El Papa Francisco exhortó a que Nicaragua encuentre en el diálogo la solución a la crisis sociopolítica, desatada tras la brutal represión del Gobierno de Daniel Ortega y Rosario Murillo en contra de las protestas cívicas. Desde un discurso sobre las distintas crisis en el mundo, ante el cuerpo diplomático acreditado ante la Santa Sede, el Papa recordó a Nicaragua y Venezuela, y les deseó que puedan resolver sus problemas por el diálogo y vías pacíficas.
El 10 de enero se conoció la renuncia del magistrado de la corte suprema de justicia y operador político del FSLN, Rafael Solís Cerda, a través de una carta de tres páginas en las que renunciaba a su cargo de magistrado y a su militancia en el Frente Sandinista. En la carta llamaba al gobierno de Daniel Ortega y Rosario Murillo «un estado de terror, un gobierno dictatorial y monárquico presidido por dos reyes». También desmintió que en Nicaragua hubo un intento de golpe de Estado y al contrario que sí hubo uso desmedido de la fuerza contra manifestantes. Solís fue padrino de bodas de la pareja presidencial y fue el autor intelectual del fallo de la Corte Suprema de Justicia que allanaba el camino para la reelección de Daniel Ortega a pesar de estar prohibida por la Constitución. Días después de silencio oficialista surgieron campañas en redes sociales que lo tachaban de «traidor» y «vendido». El exmagistrado huyó a Costa Rica días antes de presentar su renuncia. Se conoció que su oficina fue allanada por la policía y que jueces y personal allegados a él fueron despedidos por el gobierno.

#### Censura a medios, protestas relámpagos y expulsión de FSLN de internacional socialista (11-29 de enero)
Tras la sonada renuncia del magistrado de la Corte Suprema de Justicia de Nicaragua, Rafael Solís; se supo de la renuncia del Superintendente de Bancos, Víctor Urcuyo, por supuestos problemas de salud.
El 14 de enero, tanto el diario La Prensa, como El Nuevo Diario, dos de los matutinos más importantes de Nicaragua dejaron de circular ante la retención de materias primas por parte del Gobierno de Daniel Ortega. «La medida se toma obligado por las circunstancias ante la retención, arbitraria e injustificada, que hace la Dirección General de Servicios Aduaneros (DGA) del papel y la tinta con que se elabora este periódico», explicó el Grupo Editorial La Prensa en su edición impresa.
Después de unos días se realizó una protesta relámpago de cuatro jóvenes frente a las oficinas de El Nuevo Diario, en la Carretera Norte, pidiendo la liberación de los presos políticos; los protestantes usaron el lugar debido a que la zona de la Universidad Centroamericana estaba ocupada por antimotines. La protesta terminó cuando aparecieron siete patrullas de la policía y los jóvenes huyeron a los barrios aledaños.
El 29 de enero, el FSLN fue expulsado de la Internacional Socialista (mayor organización de partidos de izquierda del mundo) por crímenes de lesa humanidad cometidos por simpatizantes del partido y la policía nacional en contra de manifestantes opositores durante las Protestas en Nicaragua de 2018-2019, crímenes que supuestamente fueron ordenados por el presidente Daniel Ortega, su esposa y vicepresidenta Rosario Murillo y el liderazgo sandinista. En el documento de cuatro páginas enviado a George Andrés Papandreou (presidente) y a Luis Ayala (secretario general) de la Internacional Socialista, los firmantes que votaron a favor de la expulsión detallaron que las múltiples violaciones de derechos son «la culminación de un proceso hacia la dictadura de Gobierno que desde hace varios años ha eliminado arbitrariamente las credenciales de más de veinte diputados de oposición». También lamentaron que el FSLN haya «cercenado las atribuciones de otros poderes del Estado, poniéndoles bajo su órbita de acción, conformado así una verdadera dictadura».

### Febrero 2019

#### Agresión a estudiante, reformas al INSS, y atentado a familiares de periodistas (1-10 de febrero)
El primer día de febrero ocurrió una agresión brutal por oficiales de El Chipote provocando que Dilón Antonio Ramos perdiera su sistema auditivo. Él era estudiante del cuarto año de contaduría pública de la faren de Matagalpa y fue secuestrado el día 21 de julio por policías y paramilitares quienes los trasladaron al chipote donde sufrió la agresión para luego encarcelarlo en la modelo donde comenzó a convulsionar constantemente hasta perder la audición así lo lo denunció su madre Eymi Ramos.
Un equipo de periodistas nicaragüenses de «Nicaragua Investiga» que se encuentran en el exilio en Costa Rica, denunciaron que sus familiares están siendo amenazados en Nicaragua y que incluso explotaron una bomba molotov cerca de la vivienda de un familiar del equipo periodístico.
Ese día el Gobierno de Nicaragua publicó en La Gaceta las reformas del «Reglamento General de la Seguridad Social» impuestas a la población vía decreto. Según La Gaceta, diario oficial, las reformas fueron aprobadas por la junta directiva del Instituto Nicaragüense de la Seguridad Social (INSS). El Gobierno había dado a conocer el lunes el nuevo sistema de pensiones tomando en cuenta estas reformas. Por ejemplo, el aumento en el seguro de Invalidez, Vejez y Muerte (IVM) pasó del 10 % al 13,5 %, y los otros componentes como riesgos profesionales, aporte a víctimas de guerra y enfermedad y maternidad se mantienen en 1,5 %, 1,5 % y 6 %, respectivamente.
La Comisión Interamericana de Derechos Humanos (CIDH) se pronunció acerca de la polémica Ley sobre Diálogo, Reconciliación y Paz en Nicaragua impulsada por Rosario Murillo. El organismo de derechos humanos consideró que la «Ley para una Cultura de Diálogo, Reconciliación, Seguridad, Trabajo y Paz» no se ajusta a los estándares internacionales en materia de verdad, justicia y reparación.
El Jefe de la Policía Nacional de Nicaragua Francisco Díaz declaró al diario noruego Dagbladet que los llamados grupos parapoliciales no eran simplemente civiles simpatizantes del gobierno, sino una fuerza organizada que operaba dentro de la Policía nacional. Los escuadrones tenían un comando central y estaban bajo la dirección del gobierno de Frente Sandinista de Liberación Nacional (FSLN), incluido el presidente nicaragüense Daniel Ortega.

#### Obispos exiliados, condena a líderes campesinos, y rechazo de las condenas (11-19 de febrero)
El obispo auxiliar de la arquidiócesis de Managua, Monseñor Silvio Báez, confirmó que «hay dos o tres» (sacerdotes) que han tenido que irse al exilio. Aunque el religioso no mencionó los nombres de los sacerdotes que han recurrido al exilio, sí manifestó de manera escueta que lo han hecho por «distintos motivos», pero reconoció que la mayoría se ha ido del país «por precaución de su vida» ante las amenazas de muerte que han recibido luego de los hechos ocurridos en la nación después del 18 de abril de 2018.
En un informe que presentó el organismo Bellingcat sobre el uso de armamento de guerra que utilizó la Policía Nacional y parapolicías para reprimir las protestas cívicas contra el gobierno, el Ejército de Nicaragua está obligado a explicar porqué la institución del orden público tiene en su poder armamento de uso exclusivo militar, concluyeron defensores de derechos humanos.
El expresidente de Nicaragua Enrique Bolaños se refirió a la situación sociopolítica que vive actualmente el país, afirmando que le preocupa que el actual gobierno no desee dialogar y solicitó la renuncia del Presidente Ortega.
El 14 de febrero el Padre Edwin Román Calderón, párroco de la iglesia San Miguel Arcángel de Masaya, fue detenido y agredido durante media hora cuando circulaba del municipio de Catarina hacia Masaya, cuando regresaba del municipio de Niquinohomo por parte de miembros de la Policía Nacional de Nicaragua
El mismo día el grupo «Liberación de los presos políticos» solicitó al gobierno de Nicaragua, Paulo Abrão, Secretario Ejecutivo de la CIDH, durante el 171 periodo de sesiones sobre Derechos Humanos en Nicaragua. Aunque el Estado de Nicaragua se ausentó en la audiencia pública, envió una carta donde insiste en que «fue un golpe de estado y que no hay presos políticos, sino que los detenidos cometieron delitos».
El juez nicaragüense Edgard Altamirano López sentenció a 216 años y tres meses de prisión al líder campesino Medardo Mairena, por la "autoría intelectual" del asesinato de cinco policías y otros delitos. Mairena, participó en el diálogo nacional entre la Alianza Cívica y el Gobierno de Daniel Ortega, fue juzgado por nueve secuestros que le atribuyó la Fiscalía.
Días después, la Alianza Cívica rechazó la sentencia de 216 años de prisión dictada ayer por el juez en contra del líder campesino Medardo Mairena, que junto a él, fueron sentenciados los campesinos Pedro Mema y Luis Orlando Icabalceta, a quienes el juez Altamirano condenó a 210 y 159 años de prisión, respectivamente.

#### Reacción de Estados Unidos ante las condenas a campesinos (18-20 de febrero)
El presidente de los Estados Unidos, Donald Trump, expresó que sabe lo que «puede hacer la libertad en Nicaragua», durante un discurso que brindó en Florida y que estuvo centrado en la crisis de Venezuela. «Sabemos lo que puede hacer la libertad en Nicaragua, porque hemos visto ese futuro en Sweetwater (Florida)», dijo Trump, al referirse a la comunidad nicaragüense que reside en Estados Unidos. El discurso del presidente estadounidense estuvo enfocado en Venezuela, pero mencionó a Nicaragua y Cuba en varios puntos del mensaje, al relacionar a los tres gobiernos con el socialismo.
Posteriormente John Bolton, asesor de seguridad del presidente estadounidense Donald Trump, reaccionó ante la sentencia dictada contra los integrantes del Movimiento Campesino, Medardo Mairena, Pedro Mena y Luis Orlando Icabalceta, quienes fueron condenados esta semana a 216, 210 y 159 años de prisión y advirtió que el presidente de Nicaragua, Daniel Ortega, «tiene los días contados».

### Marzo 2019

#### Protestas, reformas electorales, aprobación de la reforma y ataques a opositores (1-31 de marzo)
El 1 de marzo hubo una protesta universitaria en el interior de la Universidad Centroamericana (UCA), mientras afuera la policía rodeaba la universidad. Durante el paso de una caravana policial la periodista nicaragüense Tiffany Roberts, corresponsal de Univision, fue herida por una bala de goma en una pierna. Desde entonces en la UCA han ocurrido protestas organizadas por estudiantes de dicha alma mater.
El 16 de marzo hubo una manifestación positora la cual fue impedida por la policía de salir de la Rotonda Centroamérica. En el centro comercial Metrocentro lase refugieron manifestantes que huían de la policía y uno de ellos agredió a un policía con una silla plegable, hecho que fue representado en una nueva protesta en la UCA.
El régimen nicaragüense de Daniel Ortega informó que ha aceptado discutir con la Secretaría General de la OEA reformas a su sistema electoral, pero descartó adelantar las elecciones, previstas en noviembre de 2021.
El 19 de marzo en una sesión parlamentaria, con 73 votos de diputados sandinistas aprueban la reforma electoral sin incluir mociones de opositores, dicha reforma fue enviada la semana pasada por Daniel Ortega a la Asamblea Nacional.
Se trata de la reforma al artículo 196 de la Ley Electoral para permitir que los habitantes que no estén en el padrón electoral de los Centros de Votación, puedan ejercer el voto con el simple hecho de presentar su cédula. La medida aplica para las elecciones regionales de la Costa Caribe, programadas para el próximo tres de marzo.
El 31 de marzo al menos cuatro personas resultaron lesionadas y diez detenidas cuando se disponían a recorrer las calles de Managua, capital del país centroamericano, Esto se da un día después de que el gobierno de Daniel Ortega se comprometiera a respetar el derecho ciudadano a la expresión. Los heridos se registraron en el céntrico centro comercial de Metrocentro de Managua, donde más de 150 manifestantes se concentraron para salir a marchar.

### Abril 2019

#### Traslado de obispo, exigencia de cambios en órgano electoral y sanciones al régimen (1-18 de abril)
El 9 de abril según el informe del Banco Central de Nicaragua reconoce que la crisis desatada desde abril de 2018 ha detenido el crecimiento económico de la nación centroamericana.
La Alianza Cívica exige un cambio total en las principales magistraturas en el Órgano Judicial y en el Órgano Electoral nicaragüenses debido a que vence el periodo constitucional de estas.
El obispo auxiliar de Managua, Silvio Báez, será trasladado a Roma por un tiempo indeterminado, según anunció este en una conferencia de prensa. El traslado ha sido decisión del papa Francisco, seguramente motivada por el peligro que corre la vida del obispo.
La Policía Nacional de Nicaragua prohibió a la oposición manifestarse en las calles para conmemorar el primer aniversario del estallido de las protestas antigubernamentales que desataron el clima de represión y crisis que vive el país.
El 17 de abril el gobierno de los Estados Unidos anunció una nueva ronda de sanciones contra el régimen de Daniel Ortega, esta vez contra el Banco Corporativo (Bancorp) y Laureano Ortega Murillo, hijo de la pareja presidencial nicaragüenses y asesor del régimen.

#### Aniversario de Protestas y Semana Santa gris
A un año de las protestas en Nicaragua, los familiares y amigos de Álvaro Conrado, víctima de la represión fue recordado en una misa en su honor.
Las procesiones religiosas de Semana Santa adquirieron un tono político ya que fueron aprovechadas por algunas personas en manifestarse contra el gobierno de Daniel Ortega y en ese marco el gobierno nicaragüenses y capturó a 160 manifestantes, según reporte de la Alianza Cívica por la Justicia y la Democracia. Según la Alianza Cívica de esas 160 manifestantes arrestadas entre el Miércoles Santo y el Domingo de Resurrección, trece de ella «todavía permanecen en prisión». Este dato coincide en gran medida con el reporte que brindó la Unión Nacional Azul y Blanco (UNAB), quien reporta 159 detenidos en 13 departamentos de Nicaragua. No obstante, la UNAB señala que son cuatro personas que permanecen en prisión, todas miembros del Movimiento 19 de Abril. Los nicaragüenses pintan con colores azul y blanco y lanzó globos de ese color para mostrar su descontento con el gobierno.

#### Despedida de Silvio Báez
El Obispo Auxiliar de la arquidiócesis de Managua Monseñor Silvio José Báez Ortega salió de Nicaragua en la mañana del 23 de abril de 2019 como parte del mandato realizado por el Papa Francisco, máxima autoridad de la Iglesia Católica. Báez, no quiso despedidas ruidosas ni multitudinarias, pensando en evitar más detenciones o violencia, es por ello que no dijo el día y la hora en que se iba. Pese a ello algunos seguidores del religioso, así como integrantes de la Alianza Cívica se presentaron al Aeropuerto Internacional Augusto C. Sandino para despedir al líder católico.

#### Fracaso de negociaciones, Papa aboga al cese de violencia, y cambios electorales (21-25 de abril)
El Papa Francisco abogó por el cese a la violencia en Nicaragua y la entrega de ayuda a la población en Venezuela. El pontífice emitió los mensajes durante la misa del Domingo de Resurrección, en la Plaza de San Pedro.
Se realizó el 24 de abril una la reunión convocada por el Vaticano y la Secretaría General de la OEA para retomar las negociaciones en Nicaragua con el fin de superar la crisis que estalló hace más de un año fracasó, por la falta de cumplimiento en los acuerdos alcanzados en materia de derechos y garantías ciudadanas por parte del gobierno de ortega. la alianza condiciona su regreso al diálogo a que el gobierno de libertad a todos los presos políticos y restablecimientos de las garantias constitucionales.
Ese día la OEA y la Santa Sede presentaron un cronograma para cambios y reformas de la Ley Electoral de Nicaragua. Posteriormente el gobierno de Daniel Ortega indicó que no adelantará las elecciones presidenciales según afirmó el canciller, Denis Moncada.
Las remesas familiares que reciban los nicaragüenses a partir de los 500 dólares y transacciones mensuales nacionales e internacionales que asciendan a 5000 dólares o su equivalente en córdobas deberán ser reportadas a la Unidad de Análisis Financiero (UAF), según una disposición del Gobierno de Daniel Ortega publicada en el Diario Oficial.
El Consejo Permanente de la Organización de los Estados Americanos (OEA) convoca a una sesión extraordinaria para este viernes 26 de abril para considerar la «situación/estado de la democracia en Nicaragua». La reunión es solicitada por las misiones permanentes de Argentina y Estados Unidos.
La Comisión Interamericana de Derechos Humanos (CIDH) anunció los «arrestos exprés» y la «saturación policial» como nuevos patrones represivos en Nicaragua, según un nuevo reporte realizado a un año de haber iniciado la crisis sociopolítica en el país centroamericano. De acuerdo a las observaciones realizadas por el Mecanismo Especial de Seguimiento para Nicaragua (MESENI) de la CIDH, las detenciones por tiempo corto o «arrestos exprés» son parte de una nueva fase represiva en Nicaragua.
El 25 de abril el Banco Corporativo (BANCORP) de Nicaragua cerró sus operaciones después de las sanciones impuestas por el gobierno de Estados Unidos que lo involucró en supuestas transacciones ilícitas con fondos de Venezuela.

### Mayo 2019

#### Protesta con ofrendas florales, reacción de BCIE y renuncia de procurador geeneral (8-10 de mayo)
Entre la tarde del miércoles 8 de mayo y la mañana del jueves 9 de mayo manifestantes colocaron ofrendas florales y pancartas, con nombres de algunos muertos en las protestas, en lugares emblemáticos como una forma de protestar.
Después de ser señalado por la oposición de respaldar a la administración Ortega-Murillo a través del financiamiento a la Policía Nacional, el Banco Centroamericano de Integración Económica (BCIE) afirmó ser una institución apolítica. En un comunicado, el organismo multilateral se definió como un «ente apolítico con el mandato institucional de promover la integración y el desarrollo económico y social equilibrado de la región atendiendo las necesidades de sus países socios».
El procurador general de Nicaragua, Hernán Estrada Santamaría, renunció a su cargo por supuestos problemas de salud y el gobierno de Daniel Ortega aceptó se supo después que salió del país y se fue para los Estados Unidos. El Gobierno nombró a Wendy Morales como nueva procuradora general en reemplazo del exprocurador Estrada.

#### Ley de Amnistía y fallecimiento de preso opositor (14 de mayo)
El gobierno de Daniel Ortega y Rosario Murillo propusieron una ley de Amnistía a todas las personas involucrados en las protestas que iniciaron en abril de 2018.
El Ministerio de Gobernación nicaragüense, infomó el fallecimiento del preso político Eddy Antonio Montes Praslin de 57 años de edad debido a un disparo realizado por un custodio carcelario cuando estos «supuestamente» controlaban un motín, los hechos sucedieron durante una visita de la Cruz Roja Internacional. La muerte de este reo provocó protestas al frente de la Cárcel La Modelo por parte de familiares de presos políticos que desean saber sobre el estado físico de los detenidos de parte del gobierno sandinista.

### Junio 2019

#### Excarcelación de presos políticos y agresiones a manifestantes tras salida de presos (11-16 de junio)
Varios presos políticos fueron excarcelados, entre ellos estaban los periodistas Miguel Mora Barberena y Lucía Pineda Ubau, el líder campesino Medardo Mairena y el líder estudiantil Edwin Carcache.
El 16 de junio, después de una misa de acción de gracias por la excarcelación de presos políticos en la Catedral de Managua, hubo una protesta en los predios de dicho templo la cual fue agredida por la policía con gases lacrimógenos y balas de goma. Los manifestantes se refugiaron tras el muro perimetral de la Catedral.

### Julio 2019

#### Protesta estudiantil en la UCA y prohibición de marchas universitarias (11-25 de julio)
Los estudiantes de la Universidad Centroamericana (UCA) volvieron a protestar dentro de su casa de estudios, aunque esta vez salieron a la calle por la antigua entrada ubicada frente a los semáforos de la UCA, gritando consignas antigubernamentales pero se metieron al recinto ante la llegada de patrullas policiales.
El 22 de julio el Movimiento Universitario 19 de abril anunció que haría una marcha en Managua el 25 de julio, partiendo de la Rotonda Jean Paul Genie hacia la Rotonda de la Centroamérica en la Carretera a Masaya, para conmemorar el Día Nacional del Estudiante que recuerda a las víctimas de la masacre del 23 de julio de 1959 que ocurrió en León. Dos días después la Policía negó el permiso a esa marcha porque, supuestamente, algunos de los firmantes de la solicitud de permiso tienen antecedentes penales.
Al intentar marchar el día 25 de septiembre, la presencia policial obligó a los manifestantes al parqueo del BAC Credomatic, también llamado Edificio Pellas, en donde fueron rodeados por la brigada antidisturbios que les tiró canicas y bombas aturdidoras, y capturó a dos protestantes que más tarde fueron liberados.

### Agosto 2019

#### Ocupación de la Alcaldía de Mulukukú
El 9 de agosto la policía ocupó la Alcaldía de Mulukukú, un municipio de la Región Autónoma de la Costa Caribe Norte, administrada por el alcalde Apolonio Fargas, del opositor Partido Liberal Constitucionalista (PLC). Fargas no estaba en el edificio al momento de la ocupación.

#### Continua acoso a sacerdotes y a la Iglesia católica
En Nicaragua continúa las tensión entre el Gobierno y la oposición. Sacerdotes y feligreses denuncian el asedio de la policía en templos católicos.

### Septiembre 2019

#### Agresiones y condenas, tensiones con Costa Rica y acoso a medios (1-7 de septiembre)
La abogada e integrante de la Comisión Permanente de Derechos Humanos (CPDH), María Oviedo Delgado, fue sentenciada a 30 días de prisión luego de ser declarada culpable del delito de obstrucción de funciones. La activista explicó al salir de los tribunales de Managua que la jueza Tercero Local Penal de Managua, Nalía Úbeda Obando, le otorgó el beneficio de suspensión de ejecución de sentencia, lo que quiere decir que cumplirá su condena en libertad por ser una pena menor a la mínima.
La Universidad Centroamericana (UCA), volvió a ser escenario de un piquete exprés, fue rodeado por antimotines. El piquete lo organizaron madres de presos políticos que demandan la libertad de sus hijos. Durante el piquete, un antimotín agredió a la madre del preso político Melquisedec López.
Las tensiones entre Nicaragua y Costa Rica han subido de tono en la última semana, luego de que el gobierno costarricense denunció que el ejército nicaragüense ingresó a su territorio y mató a un ciudadano de Nicaragua.
Los medios de comunicación independientes Radio Corporación y diario La Trinchera de la Noticia denunciaron que amanecieron bajo el asedio de la Policía Nacional de Nicaragua.
La opositora Unidad Nacional Azul y Blanco anunció una nueva jornada de protestas antigubernamentales en Nicaragua, que incluye una marcha nacional, alzar la bandera del país, y abstenerse de consumir alcohol, para mostrar rechazo al presidente Daniel Ortega.

#### Jornadas de protestas, y restricción de entrada a la OEA (12-30 de septiembre)
Nicaragua prohibió el ingreso de siete diplomáticos que buscaban impulsar un diálogo con el Gobierno ante la crisis, entre ellos el embajador de los Estados Unidos ante la OEA, Carlos Trujillo, y Gonzalo Koncke, jefe de gabinete del secretario general del organismo, Luis Almagro que busca una salida iniciada el 18 de abril.
La oposición de Nicaragua anunció otra marcha para el 21 de septiembre realizada en Managua, en momentos en que denuncian el incremento de la represión por parte del gobierno de Daniel Ortega. La marcha la convoca la opositora Unidad Nacional Azul y Blanco (UNAB).
Periodistas nicaragüenses, participaron el 25 de septiembre en Washington, en un evento público sobre represión hacia los medios de comunicación en Nicaragua, organizado por el Comité Internacional de Periodistas de lga APN (CIP).
Un grupo de estudiantes de la Universidad Centroamericana (UCA) realizaron una protesta exprés, exigiendo justicia y libertad para los presos y presas políticas de Nicaragua.Nuevamente, luciendo un desfile desproporcionado de fuerza pública nicaragüense, decenas de miembros de la Policía Nacional de Nicaragua rodearon las instalaciones de la universidad, amedrentando la protesta cívica que este grupo de jóvenes realizaban.
Después de varios días un grupo periodistas y empresarios que regresaban del exilio fueron agredidos por simpatizantes afines al Presidente Daniel Ortega en un puesto policial.
El 21 de septiembre, centenares de antimotines de la policía nicaragüense y miembros de paramilitares afines al régimen que encabeza Daniel Ortega reprimieron e impidieron una Marcha organizada por la oposición y que conmemoraba el fallecimiento del joven Matt Romero. En la represión y asedio policial a la manifestación pacífica hubo 2 heridos y varios detenidos.
Se anunció que los periódicos El Nuevo Diario y Metro no se publicarían más, en sus ediciones impresa y digital, debido a que el gobierno retiene en aduana la tinta y el papel para imprimir dichos diarios.
El 30 de septiembre se inauguró en el Instituto de Historia de Nicaragua y Centroamérica (IHNCA), de la Universidad Centroamericana (UCA), el Museo de la Memoria contra la Impunidad, que contiene fotografías y pertenencias de las víctimas de la represión gubernamental. Este museo estará abierto por un mes.

### Octubre 2019

#### Vigilia por presos políticos, y marcha en San José, Costa Rica (3-6 de octubre)
En los predios de la Catedral de Managua, después de la misa nocturna, hubo una vigilia hecha por familiares y amigos de presos políticos demandando la liberación de estos.
El domingo 6 de octubre se realizó una marcha de los exiliados nicaragüenses en San José, la capital de Costa Rica, pidiendo la libertad de los presos políticos y el adelanto de elecciones.

#### Suspensión del diario Hoy en su página web y plantón frente a la Cárcel (7-25 de octubre)
El diario Hoy informó que suspendió el funcionamiento de su página web, manteniendo la circulación de la versión impresa. Esto se debe a una medida de ahorro causada por el bloqueo de papel y tinta en aduana. El mismo día el líder estudiantil Lesther Alemán regresó al país después de estar un año en el exilio.
Hubo un plantón de madres de los presos políticos que aún siguen presos, frente a la Cárcel Modelo de Tipitapa, pidiendo la libertad de estos.

### Noviembre 2019

#### Marcha del silencio, ataque a casa de abogada y huelga de hambre (1-22 de noviembre)
El 1 de noviembre se realizó, dentro del recinto de la Universidad Centroamericana (UCA), la «marcha del silencio» en honor de los muertos en las protestas. La marcha fue hecha por estudiantes de la UCA y miembros de la Asociación Madres de Abril (AMA); la protesta también se hizo porque al día siguiente sería el Día de Difuntos.
La casa de Yonarqui Martínez, la abogada defensora de autoconvocados acusados, fue atacada a balazos por personas afines al gobierno. Ella y su familia resultaron ilesas.
El 15 de noviembre empezó una huelga de hambre de madres de presos políticos en la iglesia de San Miguel en Masaya, para pedir la liberación de sus hijos. A ellas les acompaña el padre Edwin Román, párroco de dicho templo. Otra huelga de hambre fue hecha en la Catedral de Managua por otro grupo de madres de presos políticos el día 18. El mismo día un grupo afín al gobierno se tomó la catedral y agredió al párroco de esta iglesia, obligando a las madres a desalojar el edificio. La huelga de hambre fue suspendida el 22 de noviembre para preservar la vida del padre Román. El 24 de noviembre el periodista Carlos Fernando Chamorro volvió al país después de un año de haberse ido.

### Diciembre 2019

#### Tiroteo en Masaya y liberación de presos políticos (1-30 de diciembre)
Se informó de un tiroteo en Masaya, el cual dejó como saldo 4 muertos: 1 policía y 3 civiles, estos últimos supuestos integrantes de una banda delictual. El día anterior hubo otro tiroteo en el Reparto Cailagua, que dejó 2 civiles detenidos y 3 oficiales heridos, 1 de los cuales murió más tarde. El funeral de Ugarte se convirtió en una protesta contra el gobierno.
El 30 de diciembre, un día antes del fin de año, el gobierno excarceló a 91 presos políticos, incluido los del grupo llamado la «banda de los aguadores».

### Febrero 2020

#### Fin del bloqueo aduanero de La Prensa
El 4 de febrero de 2020 se informó el fin de la retención, en aduana, del papel y la tinta del diario La Prensa. Este periódico confirmó, que por gestiones del nuncio apostólico, se abrió un canal de comunicación con la Dirección General de Aduanas (DGA) para entregar el material retenido.

#### Formación de la Coalición Nacional
El 25 de febrero diversos sectores opositores fundaron la Coalición Nacional en un acto llevado a cabo en el auditorio de Librería Hispamer, en Managua, a pesar del asedio policial que había afuera.

#### Represión del 25 de febrero
Desde tempranas horas del 25 de febrero de 2020, la Policía Nicaragüense mantuvo tomadas todas las entradas a Managua el mismo día en que la oposición al régimen de Daniel Ortega prevé manifestarse para demandar la liberación de los presos políticos. En los retenes los oficiales requisan vehículos particulares, autobuses y detienen a personas para interrogarlas sobre los motivos de su visita a la capital. En varios lugares la policía agredio a ciudadanos que protestaban y mostran su disconformidad con el gobierno autoritario de Ortega y en estas acciones la policía y grupo parapoliciales o civiles afines al sandinismo agredieron y amenazaron a Periodistas.

### Marzo 2020
El 4 de marzo fueron asediadas instalaciones del Diario La Prensa por antidisturbios y simpatizantes sandinistas.
El gobierno de los Estados Unidos sancionó a la Policía Nacional de Nicaragua, alegando que la institución habría cometido abusos contra los Derechos Humanos, incluyendo denuncias del uso de munición real contra manifestantes opositores, participación en escuadrones de la muerte durante el desmantelamiento de los tranques (barreras que impedían la circulación en ciudades y carreteras), asesinatos extrajudiciales, desapariciones y secuestros.
El 14 de marzo se registró la muerte del detenido por motivos políticos, Melvin Alberto Urbina, en el municipio de Posoltega, departamento de Chinandega. Según la versión policial murió por convulsión causada por abtinencia alcohólica y consumo de drogas, pero la familia del occiso rechazó esa versión porque el cadáver tenía golpes.
El 18 de marzo, la vicepresidenta nicaragüense Rosario Murillo anunció el primer caso confirmado de Nicaragua: un hombre de 40 años que el 15 de marzo regresó a Nicaragua desde Panamá, donde estuvo los días 13 y 14.

### Abril 2020

#### «Secretismo» sobre la pandemia de la COVID-19
Después de un mes donde se reportó el primer caso de COVID-19 en Nicaragua, el gobierno se ha mantenido en una política de «secretismo» sobre su impacto, así como los casos reportados en el país. El Ministerio de Salud (MINSA) reportó hasta el día 25 de abril, 13 casos confirmados, contrario a las observaciones de especialistas de salud independientes sobre un incremento debido a la falta de medidas tomadas por el régimen y el causal aumento de casos en otros países de la región.
La Organización Panamericana de la Salud (OPS) manifestó su preocupación por la forma en que el gobierno de Nicaragua ha respondido a la pandemia del coronavirus, resaltó durante el comunicado «la inadecuada prevención de las infecciones y el control en diferentes momentos y niveles en la nación centroamericana».

### Mayo 2020
El 8 de mayo, un grupo de médicos de Managua renunció públicamente a sus funciones debido a que el gobierno les prohibía tomar cualquier tipo de precaución.

### Julio 2020

#### Ataque a Catedral de Managua
El 31 de ese mes, se reportó un ataque adentro de la capilla de la Catedral de Managua, según testigos un sujeto encapuchado entró de forma rápida, en sus manos portaba una bomba casera la cual lanzó a la capilla; después de perpetrar el acto huyó del lugar sin ser capturado. El Cardenal Leopoldo Brenes condenó el ataque y pidió que las autoridades esclarezcan el atentando. La arquidiócesis de Managua calificó el hecho como «un acto de sacrilegio y profanación totalmente condenable».

### Agosto 2020
El 6 de agosto, un opositor y custodio de la Virgen de Montserrat fue asesinado en una golpiza en una pequeña localidad del Pacífico en Nicaragua, informó este jueves la Iglesia Católica, El Movimiento 19 de Abril condenó el crimen y señaló a grupos afines del gobierno de Ortega.

### Septiembre 2020
El día 11, un tribunal internacional de conciencia convocado por la Fundación Arias para la Paz que sesionó en Costa Rica, declaró culpable al Estado de Nicaragua al cometer delitos de lesa humanidad por las torturas y violaciones sexuales en contra de 18 nicaragüenses detenidos en las protestas suscitadas de 2018.
El día 15, durante su discurso con motivo del 199 aniversario de la independencia del país, Ortega acusó de "delincuentes" a los opositores políticos, y señaló que está promoviendo una reforma legal para aplicar la cadena perpetua a quienes inciten “crímenes de odio” (en alusión a las protestas surgidas) contra el pueblo.

### Octubre 2020
El día 15  la Asamblea Nacional de Nicaragua aprobó, con 70 votos a favor y 17 votos en contra, la "Ley de Regulación de Agentes Extranjeros" (denominada "Ley Putin" por los opositores) en la que busca controlar las actividades de aquellas personas o empresas que reciban financiación del exterior. Dicha ley fue condenada por la oposición y organismos de Derechos Humanos, en la que señalan que se pretende utilizar como instrumento de represión por parte del gobierno.
Bajo la "Ley de Ciberdelitos" (Ley 1042) conocida como “Ley Mordaza”, Ortega llevó a prisión al menos a 10 opositores y activistas. La Ley fue aprobada el 27 de octubre de 2020 en la Asamblea y entró en vigencia el 30 de diciembre.

### Diciembre 2020
Fue aprobada la "Ley de Defensa de los Derechos del Pueblo a la Independencia y Soberanía" o Ley 1055, el 21 de diciembre de 2020.
Llevaron a prisión a los principales rivales políticos de Ortega acusados de violar dicha ley con al menos siete precandidatos presidenciales que pretendían competir con Ortega en los comicios del 7 de noviembre, pero también activistas, exdiplomáticos, generadores de opinión, disidentes del oficialista Frente Sandinista y hasta un cronista deportivo.

### Mayo 2021

#### Allanamiento de Confidencial
El 20 de mayo la Policía Nacional allanó las nuevas oficinas de Confidencial, ubicadas en el edificio Invercasa así como su antigua sede en Colonial Los Robles, en la capital Managua.

### Junio 2021

#### Inhibición y arresto domiciliario de Cristiana Chamorro
El 1 de junio el Ministerio Público declaró inhibida a Cristiana Chamorro Barrios, por el supuesto delito de lavado de dinero mediante su Fundación Violeta Barrios de Chamorro. Al día siguiente 2 de junio su casa, ubicada en Managua, fue allanada por la Policía Nacional y se dio arresto domiciliario.

#### Arrestos de políticos opositores
El 8 de junio la Policía arrestó a Juan Sebastián Chamorro, Félix Maradiaga, Violeta Granera y José Adán Aguerri. El 9 de junio fue arrestado el abogado opositor José Pallais. El 13 de junio la Policía informó de la captura del general retirado Hugo Torres Jiménez, disidente del FSLN y miembro del MRS, que participó en las tomas de la casa de José María Castillo y del Palacio Nacional en 1974 y 1978, respectivamente.
El 20 de junio el periodista y precandidato presidencial del Partido Restauración Democrática (PRD), Miguel Mora Barberena, fue arrestado en su casa.

### Julio 2021

#### Arresto de líderes estudiantiles
La noche del 5 de julio fueron detenidos en Managua los líderes estudiantiles Lesther Alemán, Max Jerez y Dolly Mora. También los líderes campesinos Medardo Mairena y Pedro Mena.

### Agosto de 2021

#### Arresto de candidata a la Vicepresidencia
El 3 de agosto la ex-reina de belleza Berenice Quezada, candidata a la vicepresidencia de Nicaragua por la alianza opositora Ciudadanos por la Libertad, fue inhabilitada para participar en las elecciones generales del 7 de noviembre y se encuentra bajo arresto domiciliario. Simpatizantes sandinistas la acusaron de "apología del delito".

#### Cancelación de Personería Jurídica de Partido Político Opositor
Mediante denuncia presentada por el Partido Liberal Constitucionalista (PLC) al Consejo Superior Electoral de Nicaragua se canceló la personería jurídica del partido Ciudadanos por la Libertad y a su Presidenta Kitty Monterrey se le quitó la cédula.

#### Renuncia candidato presidencial
El empresario del sector turístico nicaragüense Milton Arcia renunció a su candidatura presidencial por el opositor Partido Liberal Constitucionalista (PLC) para las elecciones del 7 de noviembre de 2021, luego de que ese colectivo pidiera sacar de la contienda a la Alianza Ciudadanos por la Libertad (CxL), su principal oposición. Arcia, dijo a los periodistas no recibieron su carta de renuncia irrevocable, sin embargo ya nombraron e inscribieron ante el Poder Electoral a su sustituto, el diputado Walter Espinoza.
Posteriormente, la nicaragüense María Dolores Moncada renunció a su candidatura a la Vicepresidencia de la República por el opositor Partido Liberal Constitucionalista (PLC) para las elecciones del 7 de noviembre de 2021, tras sufrir una lesión en el pie informó ese colectivo político fue reemplazada por La licenciada en hostelería Mayra Consuelo Argüello Sandoval.

#### Bloqueo aduanero y suspensión de la edición impresa de La Prensa
El 12 de agosto el diario La Prensa anunció que suspende su edición impresa debido a que el gobierno retiene en aduana, por segunda vez, sus rollos de papel. Al día siguiente, 13 de agosto, la policía hizo un allanamiento en las oficinas del diario.

### Septiembre de 2021

#### Orden de arresto de Sergio Ramírez
El 8 de septiembre el Ministerio Público dio a conocer la acusación y orden de captura del escritor Sergio Ramírez por supuesto delito de odio.

### Octubre de 2021

#### Arresto de líderes del COSEP
El 21 de octubre fueron detenidos por la policía Michael Healey y Álvaro Vargas, presidente y vicepresidente del Consejo Superior de la Empresa Privada (COSEP).

### Noviembre de 2021

#### Cierre de cuentas falsas
El 1 de noviembre se dio a conocer que Meta, la empresa administradora de Facebook e Instagram, canceló varias cuentas falsas pro-gubernamentales en dichas redes sociales por ser troles.

### Diciembre de 2021

#### Cancelación de personería jurídica de Oenegés
El 13 de diciembre la Asamblea Nacional canceló la personería jurídica de la Universidad Hispanoamericana (Uhispam) y la Conimipyme, del sandinista Leonardo Torres.

### Enero de 2022

#### Medidas cautelares para presos políticos
El 7 de enero de 2022 la Comisión Interamericana de Derechos Humanos le otorgó medidas cautelares a los presos políticos Manuel Urbina Lara, un abogado, y Benjamín Gutiérrez Collado.

### Febrero de 2022

#### Muerte de Hugo Torres Jiménez
El 12 de febrero de 2022, la familia del general retirado y preso político, Hugo Torres Jiménez, informó de su muerte, estando encarcelado en el Complejo Policial Evaristo Vásquez (El Chipote). Su muerte fue condenada por el general retirado Humberto Ortega, hermano del presidente Daniel Ortega y por 27 países afiliados a la Organización de los Estados Americanos alegando que el fallecimiento constituyó una “dolorosa injusticia”. A consecuencia del fallecimiento, tres de los detenidos, Arturo Cruz Sequeira, Francisco Aguirre Sacasa y José Bernard Pallais Arana fueron puestos en arresto domiciliario.

### Marzo de 2022

#### Nuevas sanciones de Estados Unidos
El 9 de marzo Estados Unidos sancionó a 9 funcionarios públicos.

### Agosto de 2022

#### Cierre de emisoras católicas
El 2 de agosto el Instituto Nicaragüense de Telecomunicaciones y Correo (Telcor) cerró 6 emisoras de la diócesis de Matagalpa.

### Septiembre de 2022

#### Salida del aire de la señal de CNN en español
La noche del 21 de septiembre, a las 22 horas, tiempo local, la señal de CNN en español fue sacada del aire por las empresas de cable debido a una orden de Telcor.

### Noviembre de 2022

#### José Adán Aguerri devuelto a El Chipote
El 9 de noviembre, al mediodía, el empresario José Adán Aguerri fue llevado de nuevo al centro de detención El Chipote, finalizando su arresto domiciliario.

#### Captura de Óscar René Vargas
El 15 de noviembre, el sociólogo y disidente del FSLN, Óscar René Vargas, fue detenido por la policía después de volver al país desde Costa Rica.

### Diciembre de 2022

#### Cancelación de personería de la Unival
El 13 de diciembre el Ministerio de Gobernación canceló la personería jurídica de la universidad privada Unival.

### Febrero de 2023

#### Liberación y destierro de presos políticos
El 9 de febrero de 2023 el gobierno liberó y deportó a Estados Unidos a 222 presos políticos, incluidos algunos disidentes del FSLN. Se les quitó la nacionalidad nicaragüense mediante una reforma constitucional.

#### Despojo de la nacionalidad nicaragüense a 94 personas
El 15 de febrero se anunció el despojo de la nacionalidad nicaragüense a 94 exiliados, entre ellos disidentes, exfuncionarios públicos, intelectuales y clérigos. Países como Argentina, Brasil, Chile, Ecuador, España y México les ofrecieron darles sus respectivas nacionalidades.

### Marzo de 2023

#### Suspensión de relaciones diplomáticas con la Santa Sede
El 12 de marzo el gobierno de Nicaragua tomó la decisión de suspender las relaciones diplomáticas con la Santa Sede, debido a que el Papa Francisco calificó de dictadura al gobierno nicaragüense.

### Abril de 2023

#### Detención de periodista
El 6 de abril fue detenido en Granada el periodista Víctor Ticay, corresponsal de Canal 10, mientras cubría una procesión de Semana Santa. El Comité para la Protección de los Periodistas demandó su libertad.

### Agosto de 2023

#### Cierre de la UCA
El 16 de agosto de 2023, mediante un oficio judicial, la Universidad Centroamericana fue cerrada y confiscada por el gobierno de Daniel Ortega acusándola de funcionar como un centro de «terrorismo» organizando «grupos delincuenciales», en el marco de la crisis política en la que se encuentra Nicaragua desde 2018 a raíz de la represión gubernamental que vive el país desde entonces. El gobierno creó en su lugar la nueva Universidad Nacional Casimiro Sotelo Montenegro.

### Septiembre 2023

#### Cierre del INCAE
El Gobierno de Nicaragua revocó la personería jurídica del Instituto Centroamericano de Administración de Empresas (INCAE), según se anunció el día 25 de septiembre, a través de la Gaceta Oficial del país centroamericano y confisco sus bienes. Instituto Centroamericano de Administración de Empresas (INCAE) lamentó  la cancelación de su personería jurídica en Nicaragua y afirmó que continuará con sus labores en el campus de Costa Rica.

### Octubre 2023

#### Persecución y Disolución del Partido Yatama
El régimen de Daniel Ortega a través del Consejo Supremo Electoral (CSE) ordenó la cancelación de la personería jurídica del partido indígena nicaragüense Yapti Tasba Masraka Nanih Aslatakanka (Yatama, "Hijos de la Madre Tierra" en lengua miskita), luego que exigieron la liberación de su líder, el diputado Brooklyn Rivera, detenido hace cinco días por la Policía Nacional.

#### Aumento detenciones y persecución política y religiosa
Dos diputados del Partido indigenista Yatama, seis sacerdotes católicos y otras 89 personas han sido los últimos presos políticos que el régimen de Daniel Ortega y Rosario Murillo a detenido continuando su persecución política.

#### Unión Europea prorroga las sanciones contra Nicaragua
La Unión Europea prorrogó las sanciones en contra el Régimen dictatorial de Nicaragua debido al deterioro de la situación política del país centroamericano. Las medidas restrictivas se aplican a un total de 21 personas y tres entidades próximas al presidente Daniel Ortega, señalado por crímenes de lesa humanidad por reprimir las manifestaciones en Nicaragua en el año 2018.

#### Liberación de Sacerdotes Católicos
El Régimen dictatorial de Nicaragua anunció que liberó de la cárcel a 12 sacerdotes católicos que tenía detenidos y los envió a Roma tras un acuerdo con la Santa Sede.

#### Renovación de Sanciones
El gobierno de Suiza renovó las sanciones impuestas a 21 funcionarios y tres instituciones del Régimen autoritario de Ortega Murillo señaladas de socavar la democracia y violar los derechos humanos del pueblo nicaragüense.

#### Régimen Nicaragüense cancela personerías y confisca bienes a a órdenes religiosa
El Régimen autoritario de Nicaragua canceló la personalidad jurídica y confiscó bienes de la orden de los Frailes Menores Franciscanos y de 16 oenegés, algunas ligadas a iglesias católicas y evangélicas, argumentando que no reportaron el origen de su financiamiento.

#### Ataque al poder judicial Nicaragüense
El Poder Judicial de Nicaragua se encuentra acéfalo después que un operativo policial se hizo con el control de la Corte Suprema de Justicia (CSJ) al desalojar de su oficina a su presidenta, Alba Luz Ramos, a la magistrada Yadira Centeno González, y destituir y, en algunos casos, apresar, a funcionarios claves de ese poder del Estado. además  
La Asamblea Nacional de Nicaragua ha aprobado este martes con 81 votos a favor y diez abstenciones la reforma de un artículo de la Constitución para retirarle al Tribunal Supremo de Justicia la potestad de supervisar la administración de los registros públicos de bienes inmuebles y el mercantil.

### Diciembre 2023

#### Franquicia de Miss Universo
La policía nicaragüense acusó a la directora del certamen Miss Nicaragua, a su esposo y a su hijo por los delitos de “traición a la patria”, “conspiración” y “crimen organizado”, casi dos semanas después de que el país centroamericano se alzó con la corona de Miss Universo con Sheynnis Palacios. Esto provocó su renuncia y posible adjudicación forzada a la nuera del Daniel Ortega y Rosario Murillo. Karen Celebertti se le ha prohibido regresar al país.

#### Cruz Roja Internacional
El régimen de Daniel Ortega y Rosario Murillo expulsó este lunes de Nicaragua al Comité Internacional de la Cruz Roja (CICR). En un comunicado emitido por la oficina regional de la organización, se informa que cerraron operaciones “a pedido de las autoridades nicaragüenses.

#### Confiscación de Centro Educativos
El régimen sandinista a través del Consejo Nacional de Universidades (CNU), se encuentra en pleno proceso de confiscación del Centro Intereclesial de Estudios Teológicos y Sociales (CIETS) y ordenó la entrega de la propiedad a otra universidad creada por su régimen.

### Enero 2024

#### Exilio Forzoso
El esposo y el hijo de la ex directora de Miss Nicaragua, Karen Celebertti, quienes estuvieron detenidos bajo acusaciones de presunta "conspiración", fueron excarcelados y obligados a exiliarse a México. El obispo nicaragüense Rolando Álvarez, que fue enviado a prisión hace un año, fue expulsado del país junto a otros 17 clérigos.Todos ellos fueron recibidos en el Vaticano.

### Febrero 2024

#### Mas cierre de Oenegés
El Régimen autoritario de Nicaragua cerró ocho oenegés, entre ellas la Asociación de Scouts de Nicaragua, una fraternidad de misioneras católicas y tres asociaciones evangélicas.

### Mayo 2024

#### Amenaza a Bancos
Las autoridades nicaragüenses están investigando a algunas entidades financieras por supuestamente haber otorgado préstamos hipotecarios sin cumplir con los estándares a personas naturales a las que posteriormente el Estado les ha expropiado sus propiedades, El presidente de Nicaragua Daniel Ortega señalo sus amenazas en un acto de conmemoración  del 129 aniversario del natalicio de Augusto César Sandino.  En la víspera, la Procuraduría General de la República (PGR) -que es la representante legal del Estado- justificó las expropiaciones de bienes a ONG, medios de comunicación y a particulares, bajo el argumento de que han sido decomisados por varios delitos.

#### Nuevas Sanciones de Estados Unidos
Estados Unidos impuso una batería de sanciones a Nicaragua, país al que acusa de hacer negocio con la migración, y emitió una alerta para advertir a las aerolíneas que eviten ser cómplices "en la explotación de migrantes". La Oficina de Control de Activos Extranjeros (OFAC) sancionó a COMINTSA y Capital Mining, dos empresas del sector del oro afiliadas al gobierno, "que generan ingresos" para el régimen, afirmó el Departamento del Tesoro en un comunicado además impuso sanciones al Centro de Capacitación del Ministerio del Interior de Rusia en Managua (RTC) que brinda cursos especializados para la Policía Nacional de Nicaragua  y las fuerzas del orden de otros países latinoamericanos. 

#### Restricción de Visa
Estados Unidos restringió visas a más de 100 funcionarios municipales nicaragüenses por "su papel" en el gobierno autoritario del mandatario Daniel Ortega.
 
La traductora estadounidense Judy Butler, de 83 años, desconoce todavía las razones de su deportación ilegal e intempestiva de Nicaragua, el día 21 de mayo de 2024.
El día 28 de mayo de 2024 el Autocrata Daniel Ortega sin mencionar su nombre catalogó de traidor a su hermano Humberto Ortega y anulo una conderación militar que le dio a un agregado militar estadounidense en la década de los noventa cuando era jefe del Ejército Popular Sandinista renombrado después Ejército de Nicaragua en un acto de conmemoración a la caída de la dictadura familar de los Somozas.

#### Detención
El presidente de la Empresa Portuaria Nacional (EPN), Virgilio Silva, estaría bajo arresto domiciliario de facto, porque supuestamente la dictadura de Daniel Ortega y Rosario Murillo le está relacionando con «manejos anómalos».

### Septiembre 2024

#### Liberación de 135 presos políticos
El 5 de septiembre los gobiernos de Estados Unidos y Guatemala anunciaron la liberación de 135 presos políticos por el gobierno nicaragüense. Los liberados fueron llevados a Guatemala.

### Noviembre 2024

#### Reformas constitucionales
El 22 de noviembre la Asamblea Nacional hizo reformas constitucionales mediante las cuales se modificaron varios artículos de la constitución. El poder ejecutivo coordinará los otros poderes del Estado, desapareciendo la separación de poderes. También se creó el cargo de copresidenta para la vicepresidenta Rosario Murillo.

### Diciembre 2024
El juez argentino Ariel Lijo emitió una orden de captura a nivel internacional contra el presidente de Nicaragua, Daniel Ortega, y su esposa, la vicepresidenta Rosario Murillo, el día 30 de diciembre de 2024. Están acusados de varias violaciones de los Derechos Humanos. Esta decisión llega después de dos años y medio de investigación.

### Febrero de 2025

#### Retiro de Nicaragua del Consejo de Derechos Humanos y otras organizaciones internacionales
El régimen autoritario de Daniel Ortega y Rosario Murillo decido retirarse del Consejo de Derechos Humanos en rechazo al informe de un grupos expertos que acusa a las autoridades gobernantes sandinistas de tener una maquinaria de Represión e instaurar un gobierno autoritario en el país centroamericano. y posteriormente se retiró de la FAO por injerencia del organismo en asuntos internos de la nación nicaragüense, expulsando a los funcionarios de la ONU del país y acusandoles de publicación falsa de la situación alimentaria de la nación.  
El régimen de Nicaragua anunció  su retiro de la Organización Internacional del Trabajo (OIT) y de la Organización Internacional para las Migraciones (OIM), al acusarlas de "injerencia", "falsedades" y acción "politizada" contra el país centroamericano.

#### Policías Voluntarios
El líder del régimen de Nicaragua, Daniel Ortega, y su esposa, Rosario Murillo, tomaron juramento el miércoles a 30.000 civiles encapuchados, quienes integran una nueva “policía voluntaria” creada bajo una reforma constitucional que consolida el control del poder en manos del matrimonio presidencial. El acto tuvo lugar en la Plaza de la Fe de la capital, Managua.

### Marzo de 2025
El 8 de marzo de 2025 el comandante Henry Ruiz, exmiembro de la Dirección Nacional del FSLN, fue puesto bajo arresto domiciliario.

#### Retiro de Corte Centroamericana
Nicaragua decidió retirarse de la Corte Centroamericana de Justicia, un tribunal con sede en Managua creado en 1992 para resolver disputas en la región

### Abril de 2025

#### Lista de Represores
La comisión de crímenes de lesa humanidad en Nicaragua, el Grupo de Expertos de Naciones Unidas ha revelado por primera vez una lista con nombres y apellidos de 54 funcionarios sandinistas involucrados en la mortífera y sostenida represión desde 2018 contra toda persona considerada crítica. Entre ellos sobresalen 11 militares, ministros, asesores presidenciales, diputados, magistrados, secretarios políticos, alcaldes y paramilitares afines al Régimen autoritario gobernante en el país centroamericano.

#### Más cierres de ONG
El Ministerio del Interior recibió órdenes del dictatorial Régimen copresidencial nicaragüense para eliminar el Centro para la Promoción, la Investigación y el Desarrollo Rural y Social (Cipres) y otras organizaciones y asociaciones. El Ministerio del Interior alega que estas asociaciones son canceladas supuestamente por no presentar sus estados financieros entre un periodo de siete años fiscales, con desgloses detallados de ingresos, egresos, balance de comprobación, detalles de donaciones y sus juntas directivas. 

#### Exigencia
La Asociación Madres de Abril, compuesta por familiares de opositores  y personas fallecidas en Nicaragua durante las protestas antigubernamentales de 2018, anunció que continuarán exigiendo justicia por sus parientes fallecidos. 

#### Declaraciones de Rosario Murillo
La copresidenta y vocera oficial del régimen dictorial de Nicaragua Rosario Murillo, explotó nuevamente contra los nicaragüenses desterrados y los opositores que, en abril de 2018, exigieron su salida del poder y se declaró perseguida por su fe.

### Mayo 2025

#### Retiro del Unesco
El Régimen Dictorial de Daniel Ortega y Rosario Murillo, a través de una carta enviada por el Ministerio de Relaciones Exteriores de Nicaragua, informó a la Unesco de su salida este organismo multilateral debido al premio de libertad de prensa otorgado por la Organización Internacional al diario opositor La Prensa de Nicaragua, La Unesco lamento la decisión que será efectiva en diciembre de 2026.

#### Poder Judicial Nicaragüense
Daniel Ortega y Rosario Murillo han dado una estocada final a los restos de la independencia judicial en Nicaragua: la pareja presidencial ha despojado a los jueces de su autoridad y los ha subordinado a la Policía Nacional en lo relacionado con la incautación y confiscaciones de bienes y propiedades. La Asamblea Nacional de Nicaragua, controlada por la dictadura de Daniel Ortega y Rosario Murillo, eliminó de facto la carrera judicial en Nicaragua, al aprobar una nueva “Ley de Carrera Judicial” que anula los concursos de méritos y pruebas de oposición. Además, faculta a los copresidentes del país y esposos, Daniel Ortega y Rosario Murillo, nombrar al titular de la Corte Suprema de Justicia por un período de seis años, así como a los miembros del Consejo Nacional de Administración y Carrera Judicial.La Ley Orgánica del Sistema Judicial de la República de Nicaragua, propuesta por Ortega y Murillo, fue aprobada por unanimidad y de forma expedita por el Legislativo, controlado por los sandinistas.

### Junio de 2025

#### Amenaza de Ortega
Daniel Ortega amenazó con expulsar de Nicaragua al “embajador que quiera darnos lecciones aquí” y se quiera “entrometer” en asuntos internos del país. 

#### Conmemoran la ‘Masacre del Día de las Madres’
Decenas de nicaragüenses exiliados en Costa Rica recordaron la ‘Masacre del Día de las Madres’ de 2018, una marcha opositora que terminó con ataques armados que dejaron 15 muertos hace siete años en Managua y cuatro más en otros puntos de ese país. Convocados por la Asociación Madres de Abril (AMA) y la comunidad nicaragüense exiliada en Costa Rica.

#### Retiro de la Acnur
Nicaragua anunció e su retiro inmediato de la Agencia de la ONU para los Refugiados (ACNUR), acusando al organismo de hacer publicaciones «sesgadas y parcializadas» sobre los emigrantes nicaragüenses que buscan refugio en otros países.

#### Asesinato de Roberto Samcam
El 19 de junio fue asesinado en San José, Costa Rica, el mayor retirado del Ejército de Nicaragua, Roberto Samcam. Era crítico del gobierno de Nicaragua y se había exiliado en Costa Rica en 2018.

#### Conferencia Episcopal de los Estados Unidos Denuncia
Durante la Semana de la Libertad Religiosa organizada por la Conferencia Episcopal de Estados Unidos (USCCB, por sus siglas en inglés), los obispos católicos estadounidenses dedicaron una jornada completa a orar por la Iglesia y los cristianos perseguidos en Nicaragua, al reconocer la severa represión que enfrenta la institución religiosa bajo el régimen de Daniel Ortega y Rosario Murillo.

### Julio de 2025

#### Arresto
El regimen de Nicaragua puso bajo arresto domiciliario al histórico comandante sandinista Bayardo Arce, asesor económico del presidente Daniel Ortega,Arce, exguerrillero sandinista  de 76 años, era asesor presidencial desde 2007, pero en los últimos años había sido relegado de sus funciones y, su  arresto podría ser vinculado con actos de corrupción.

### Agosto 2025

#### Ley Fronteriza
La Asamblea Nacional de Nicaragua promulgo una nueva ley fronteriza que desde la frontera hasta 15 kilometros es de propiedad estatal

### Sanciones por parte de países europeos
El 23 de febrero se informó que otros 10 países europeos se sumaron a las sanciones de la Unión Europea contra la familia Ortega Murillo.

## Reinicio del Diálogo Nacional
El Gobierno de Ortega anunció que logró concretar con el sector empresarial del país el reinicio del diálogo nacional. El diálogo trata de nuevo de abrirse paso a pesar de la falta de unas garantías mínimas de partida. El Ejecutivo y la archidiócesis de Managua anunciaron la reanudación de los contactos. En un comunicado conjunto, pero emitidos por separado, las partes informaron de que el Gobierno «se reunió con un grupo de empresarios representativos del sector privado nicaragüense, para abordar temas importantes para el bien común del país», sin aclarar quienes participaron. Como «invitados», asistieron dos delegados de la Iglesia: el presidente de la Conferencia Espiscopal de Nicaragua, el cardenal Leopoldo Brenes, y el nuncio apostólico, Waldemar Stanislaw Sommertag. A esta iniciativa se suma el diálogo bilateral que emprendieron la semana pasada el Gobierno nicaragüense y la Secretaría General de la Organización de los Estados Americanos (OEA). La reanudación de conversaciones se produce después de que el anterior diálogo nacional fracasase al abandonar Ortega el proceso el pasado julio. Por parte de la Patronal Nicaragüense tres de los hombres más ricos de Nicaragua se reunieron el fin de semana con el presidente Daniel Ortega para pedirle que se abra una negociación con la oposición para encontrar una salida a la crisis política.

### Exigencia de «garantías» para opositores
El Comité Pro Libertad de Presas y Presos Políticos de Nicaragua exigió, «como punto de partida» para un diálogo entre el Gobierno y el sector privado, la liberación «inmediata de todos los presos políticos sin condición alguna, bajo las garantías imprescindibles de respeto a sus libertades de movilización». Reclamó además, en su calidad de «víctimas primarias de la brutal represión del régimen Ortega Murillo», ser «interlocutoras directas de las decisiones concernientes a la verdad, justicia penal, reparación integral y garantías de no repetición». El Comité demandó «garantías reales del cese de los secuestros, acoso y persecución al pueblo que hace uso de su legítimo derecho a la organización y protesta pacífica», así como «el desarme y disolución de los grupos parapoliciales», y el «retorno seguro de los exiliados políticos».

### Impasse
La negociación entre el gobierno y la oposición para resolver la crisis en Nicaragua cayó en un nuevo impasse por la negativa oficial de aceptar garantes internacionales, tras la violencia contra manifestantes violentandos acuerdos que se había llegado en la mesa de negociaciones y por esta razón presentara sus objeciones ante la Santa Sede y organismos internacionales. En Nicaragua, el gobierno continúa, a regañadientes, un el polémico proceso de excarcelación de detenidos que participaron en las manifestaciones antigubernamentales, pero se resiste a dejar en libertad a varios encarcelados a los que acusa de delitos comunes.
La Alianza Cívica por la Justicia y la Democracia se planta fuerte ante la delegación del Gobierno de Nicaragua y decide no sentarse a negociar nuevamente con ellos hasta que cumplan los acuerdos ya firmados el 29 de marzo.

## Protestas en el exterior

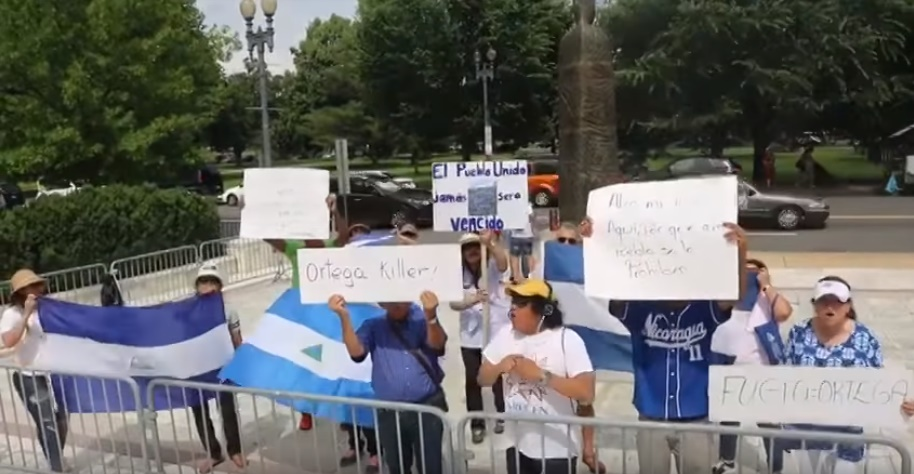
Nicaragüenses en las afueras de la sede de la OEA, Washington D. C., protestando, gritando «¡Justicia!»

El desarrollo de las protestas contra la reforma del INSS en Nicaragua fue acompañado de varias protestas en el exterior. Se dieron protestas en la embajada de Nicaragua en San José (Costa Rica), en los consulados en Miami y Houston, y en otras ciudades como Ciudad de Guatemala, Madrid o Barcelona. Un grupo de nicaragüenses residentes en Panamá se manifestaron en la Cinta Costera de la capital panameña. En España han sido al menos ocho las concentraciones de la comunidad nicaragüense en el país. De las ciudades más activas en este sentido cabe destacar la española Granada, donde un centenar nicaragüenses y españoles se han concentrado para pedir la paz, libertad y democracia en Nicaragua leyendo poemas de escritores nicaragüenses y un manifiesto exigiendo que la familia Ortega-Murillo abandone el poder en Nicaragua. Igualmente se han dado protestas en Berlín, Copenhague, Londres, París, San Francisco, California, Nueva York, Washington y en Toronto, Canadá.

## Ciberataques
Anonymous Nicaragua, un grupo del movimiento Anonymous, se unió a las protestas contra el gobierno y lanzó la «Operación Nicaragua» o «#OpNicaragua». La operación consiste en una campaña de ciberataques contra páginas web del gobierno de Nicaragua o acusadas de ser afines a este. La campaña comenzó el 26 de abril con un ataque que dejó fuera de servicio la página de la Asamblea Nacional. Los ataques continuaron contra las páginas de Juventud Presidente, Canal 2 y la Procuraduría General de la República, el Instituto Nicaragüense de Aeronáutica Civil, el Instituto Nicaragüense de Cultura, El 19 Digital o Canal 6.
Las empresas que brindan el servicio de Internet fueron citadas por el ente estatal Instituto Nicaragüense de Telecomunicaciones y Correos (TELCOR) para ver qué acciones se toman para conformar una unidad contra hackers. Telcor convocó a estos proveedores a una reunión para abordar medidas de seguridad en torno a los ataques cibernéticos ejecutados por hackers internacionales contra portales web del gobierno y empresas privadas.

## Consecuencias

### Comisión de la Verdad, Justicia y Paz
El 29 de abril del 2018 la Asamblea Nacional aprobó la creación de una Comisión de la Verdad. La Comisión de la Verdad, Justicia y Paz fue juramentada por la Asamblea Nacional el 6 de mayo con la misión de esclarecer las muertes durante las protestas en un máximo de tres meses.
El 10 de mayo la Comisión de la Verdad indicó que contactará a la Comisión Interamericana de los Derechos Humanos (CIDH), como parte de las investigaciones que hará sobre las protestas de abril, que dejaron al menos 47 personas muertas. En un comunicado emitido el 10 de mayo, los cinco miembros de la Comisión de la Verdad se comprometieron a esclarecer sobre las muertes, heridos, encarcelados, desaparecidos y la destrucción de infraestructura durante las protestas de abril.

### Cancelación de personalidad jurídica de ONG
La Asamblea Nacional de Nicaragua le quitó la personalidad jurídica al Centro Nicaragüense de Derechos Humanos (Cenidh), la organización no gubernamental de su materia en este país, que ha denunciado abusos y violaciones gubernamentales desde cuando comenzaron las manifestaciones que exigen la salida de Daniel Ortega, el presidente. Esta decisión, considerada como una «venganza» por activistas, fue un duro golpe a una organización con una larga trayectoria en la defensa de los derechos humanos pero muy cuestionada por su finalidad política; también fue cancelada la personalidad jurídica de Hagamos Democracia, una organización dedicada a, entre otras actividades, fiscalizar la actuación del Órgano Legislativo nicaragüense. Anteriormente también habían cancelado la personería jurídica del Instituto de Estudios Estratégicos y Políticas Públicas (IEEPP), que dirige Félix Maradiaga y la de la organización feminista Centro de Información y Servicios de Asesoría en Salud (CISAS), que dirigía Ana Quirós, quien tres días antes había sido expulsada a Costa Rica por orden del gobierno de Nicaragua, acusándola de terrorista y golpista, hecho que ha indignado a organizaciones internacionales como la Comisión Interamericana de Derechos Humanos que semanas antes ya había expresado su preocupación por las políticas represoras del estado nicaragüense por medio de su Mecanismo Especial de Seguimiento para Nicaragua (MESENI).
También fueron canceladas la personalidad jurídica de: Fundación del Río (organización ambientalista que fue la primera en alertar sobre el incendio de Indio Maíz), Fundación Popol Nah, Instituto para el desarrollo de la democracia (Ipade), Centro de Investigaciones de la comunicación (CINCO) y del Instituto de Liderazgo de Las Segovias. Las instalaciones de estas 9 ONG y de los medios de comunicación Confidencial, Niú, Esta Semana y Esta Noche fueron allanadas y confiscadas entre la noche del 13 y la madrugada del 14 de diciembre, sin informar a los afectados y violentando el plazo establecido para que las organizaciones entregaran sus bienes.
El 28 de julio de 2021 la Asamblea Nacional canceló la personería jurídica de otras 24 ONG, la mayoría de estas son organizaciones médicas críticas del manejo que hace el gobierno sobre la pandemia de COVID-19.
El 20 de agosto de 2021 se anunció la cancelación de otras ONG, incluyendo la Fundación Mejía Godoy, de los cantantes Carlos y Luis Enrique Mejía Godoy.

### Renuncia de magistrado de CSJ
En una carta sin esperanza en que el país recupere la cordura y donde acusa al presidente de Nicaragua Daniel Ortega de implantar una «dictadura», el magistrado de la Corte Suprema de Justicia, Rafael Solís Cerda, renunció a su cargo a través de una dura misiva. El exmagistrado se sabe que se autoexilió en Costa Rica.

### Llegada e informe de eurodiputados y carta de presidente del Parlamento Europeo
El Gobierno de Daniel Ortega y Rosario Murillo permitió la entrada de una delegación del Parlamento Europeo en el mes de enero, integrada por doce diputados de varios partidos políticos y países europeos. Esta delegación de diputados descartó la tesis de golpe de Estado en Nicaragua y pidió liberar a los presos políticos, además sostuvo reuniones con representantes de diferentes sectores del país. También visitaron centros penales, donde hablaron con manifestantes detenidos y con periodistas encarcelados y enjuiciados. Mostraron además las condiciones que están encarcelados los presos políticos en Nicaragua.
El presidente del Parlamento Europeo, Antonio Tajani, mandó una carta al presidente de Nicaragua, Daniel Ortega, en la que denuncia la situación de «presión y acoso» en la que se hallan un grupo de opositores y presos del régimen con los que se reunió una delegación de la institución comunitaria. En la misiva, Tajani se queja enérgicamente al considerar que el gobierno nicaragüense faltó a «la palabra dada» de que ninguna de esas personas sufriría «represalias» y califica de «intolerables» las acusaciones de que la Eurocámara forme parte «de un complot para provocar un golpe de Estado en Nicaragua». El presidente del Parlamento le anuncia, además, de que en caso de que su «régimen» no deje de acosar a la sociedad civil y a la oposición «habrá muy pronto medidas».
Ramón Jáuregui, el eurodiputado que visitó Nicaragua en una misión internacional, advirtió que si antes del 13 de marzo no ven señales de diálogo de parte del Gobierno de Nicaragua, «el Parlamento Europeo será muy severo en su resolución» y la Unión Europea «se va a sumar a la presión internacional» contra las autoridades de este país.

### Reforma fiscal y crisis económica
Las reformas fiscales propuestas por el Gobierno de Daniel Ortega, para recaudar unos 300 millones de dólares ante la merma de sus ingresos tras la abrupta caída económica debido a la crisis política y social iniciada en abril de 2018 ha provocado un rechazo general en varios sectores de la ciudadanía nicaragüenses se estima que afectara al menos el 70 % de los productos de la canasta básica, además de ocasionar pérdidas millonarias y desempleo en el país. Según el informe de coyuntura nacional 2018 de la Fundación Nicaragüense para el Desarrollo Económico y Social (Funides), las consecuencias de la crisis sociopolítica son serias: habrá más pobreza, la cual se ubicaría entre el 22,9 y el 32 % es decir que «entre 1,9 y 2 millones de personas vivirán con 1,79 dólares o menos diario» y otro 21 % de nicaragüenses podrían estar en una situación vulnerable. Estas proyecciones no son alentadoras y causan preocupación porque la economía nicaragüense estaría al borde del abismo en este 2019 ya que sufrirá una contracción entre 7,3 % y 10,9 %.

### Informe de la ONU
En Nicaragua existe una falta de voluntad del Estado para garantizar la rendición de cuentas y una consolidación de la impunidad por la violación de los derechos humanos, asegura un nuevo informe publicado por la Oficina de la Alta Comisionada por los Derechos Humanos. El equipo de Michelle Bachelet asegura que se les ha negado a las víctimas el acceso a la justicia, la verdad, la reparación y las garantías de no repetición tras las graves violaciones reportadas desde mediados de abril de 2018 en el contexto de las protestas.

### Agresiones en la misa de cuerpo presente del poeta Ernesto Cardenal
El 3 de marzo de 2020, un grupo de miembros y simpatizantes del Frente Sandinista de Liberación Nacional profanaron la misa de cuerpo presente del poeta y sacerdote nicaragüense Ernesto Cardenal que se oficiaba en la Catedral de Managua; los grupos afines al régimen de Daniel Ortega llegaron y tomaron parte la Catedral con bufandas rojinegras, en el momento que el Obispo Rolando Álvarez fue a decir su sermón estos gritaron consignas políticas, agrediendo, insultando y hasta hurtando a familiares, amigos y periodistas que cubrian el evento. Estos hechos fueron testigos parte del cuerpo diplomático, radicado en Nicaragua e intelectuales nicaragüenses.

### Estados Unidos sanciona a Policía de Nicaragua
El 5 de marzo de 2020, la Oficina de Control de Activos Extranjeros (OFAC) del Departamento del Tesoro de los Estados Unidos sancionó a la Policía Nacional de Nicaragua, por su papel en el abuso grave de los derechos humanos en Nicaragua. Además, la OFAC designó a tres comisionados de la Policía nicaragüense, Juan Antonio Valle Valle, Luis Alberto Pérez Olivas y Justo Pastor Urbina, por su participación como altos funcionarios del Gobierno de Nicaragua y líderes de la Policía Nacional de Nicaragua.

### ONU refuerza vigilancia en Nicaragua
El 19 de junio de 2020, el consejo exhortó al Gobierno de Nicaragua a que deje de recurrir a las detenciones y reclusiones arbitrarias, ponga en libertad sin condiciones a todas las personas detenidas arbitraria o ilegalmente, así como realizar reformas electorales e institucionales necesarias, a fin de «garantizar la celebración de elecciones libres, justas, transparentes y creíbles de conformidad con las normas internacionales».

### Conformación oficial de la Coalición Nacional opositora
El 25 de junio de 2020 la oposición nicaragüense firmaron los estatutos que regirán la Coalición Nacional, que busca ser el brazo opositor y la gran fuerza política que enfrente al presidente de Nicaragua, el sandinista Daniel Ortega, en las próximas elecciones a celebrarse en noviembre de 2021. En dicha coalición participan cuatro partidos políticos y tres movimientos civiles opositores.

### Contramarcha virtual autoconvocada del 19 de julio
La vicepresidenta de Nicaragua, Rosario Murillo confirmó que la celebración del 41 aniversario de la revolución sandinista se llevaría a cabo de forma virtual debido a «dificultades en estos tiempos» (refiriéndose a la pandemia de COVID-19 que azota en el país), Murillo anunció que se realizarán conciertos virtuales y actividades para quienes gusten participar en caravanas. También en la alcaldía de Managua se colocaría una tarima para el festejo del aniversario.
Posteriormente diversos usuarios opositores al régimen propusieron una contramarcha para el 19 de julio, inundando con banderas de colores azul y blanco ante el repliegue del gobierno rojinegro de la bandera FSLN. Los usuarios buscan generar acciones de rechazo ante la crisis política que vive el país y recordar las víctimas de las protestas antigubernamentales surgidas en 2018.

### Persecución a Fundación
El Ministerio de Gobernación de Nicaragua acusó de lavado de dinero a la Fundación Violeta Barrios de Chamorro dirigida por Cristiana Chamorro, principal figura de las fuerzas opositoras. El Consejo Electoral de Nicaragua cancelo la personería jurídica de 2 partidos opositores. Varios periodistas de medios independientes y otras personas relacionadas con dicha fundación han sido citadas por el Ministerio Público para declarar sobre el supuesto delito. El 1 de junio fue citado a declarar el escritor Sergio Ramírez.

### Sanciones a funcionarios públicos
El 9 de junio Estados Unidos sancionó a Camila Ortega (hija del presidente Daniel Ortega); Edwin Castro, jefe de la bancada sandinista de la Asamblea Nacional; Ovidio Reyes, presidente del Banco Central de Nicaragua, y el general Julio Rodríguez. Esto fue como respuesta a la detención de líderes opositores.
La Unión Europea sancionó a la vicepresidenta Rosario Murillo, a su hijo Juan Carlos Ortega Murillo, así como a otros seis funcionarios de su gobierno, por su responsabilidad en las «graves violaciones de los derechos humanos» en el país centroamericano.
Asimismo, Suiza impuso sanciones a otros ocho altos funcionarios nicaragüenses, incluida la vicepresidenta Rosario Murillo, en línea con una decisión de la Unión Europea (UE).
El 9 de diciembre Estados Unidos sancionó a Néstor Moncada Lau, asesor presidencial, por corrupción.
El 10 de enero de 2022, Estados Unidos sancionó a otros 6 funcionarios del gobierno nicaragüense.
El 24 de octubre de 2022 Estados Unidos prohibió la entrada a 500 funcionarios nicaragüenses y anunció el bloqueo de activos y transacciones en su país de la Dirección General de Minas de Nicaragua.

### Condena de represión por parte de Uruguay
El 6 de julio de 2021 la Cámara de Diputados de Uruguay aprobó una resolución en la que se condena la represión contra la oposición nicaragüense. Posteriormente, a inicios de 2022, tres partidos políticos pedirían la revocación del otorgamiento de las llaves de Montevideo a Ortega.

### Persecución da Figuras del Partido Ciudadanos por la Libertad

#### Anulación de ciudadanía nicaragüense
El 8 de agosto de 2021, el Ministerio de Gobernación anunció la cancelación a su cédula de identidad a la expresidenta del partido extinto CxL Kitty Monterrey, que la acreditaba como ciudadana nicaragüense a nombre de Carmella María Roger Amburn, nombre de pila.

#### Arresto de ex diplomático
La Policía Nacional de Nicaragua arrestó el día 9 de agosto al ex-diplomático y vocal nacional del partido Ciudadanos por la Libertad (CxL), Mauricio Díaz, tras su comparecencia ante el Ministerio Público horas atrás.

#### Exilio
Carmella María Rogers Amburn, conocida como Kitty Monterrey, se exilió en Costa Rica tras las detenciones a políticos opositores al gobierno de Ortega. La expresidenta de CxL dijo que «En efecto, pienso quedarme en Costa Rica. Quiero estar cerca de mi país y quiero seguir ayudando» expresó a Teletica.

### Persecución a la Familia Chamorro
Tres hijos de la expresidenta de Nicaragua, Violeta Barrios de Chamorro, fueron acusados por lavado de dinero y otros ilícitos en el marco de investigaciones contra opositores. Los hijos de la exmandataria de la nación pinolera son el periodista Carlos Fernando Chamorro, exiliado desde junio en Costa Rica; la ex-aspirante presidencial Cristiana Chamorro, en arresto domiciliario desde el 2 de junio; y el político Pedro Joaquín Chamorro, detenido el 25 de junio, indicó el Ministerio Público de Nicaragua en un comunicado.

### Cancelación de Oneges
La Asamblea Nacional de Nicaragua cancelo la personería de 15 organizaciones no gubernamentales que hacían labor social en Nicaragua por violar la ley.

### Exilio de Más periodistas
La periodista Patricia Orozco, directora de este medio de comunicación digital Agenda Propia, reveló que se vio obligada a exiliarse debido a la represión, amenazas y el acoso que fue víctima en los últimos días en este país, y al ser expropiada de su casa bajo fuerte presencia policial.
En julio de 2022 periodistas del diario La Prensa se exiliaron en Costa Rica.

### Ministerio Público de Nicaragua acusa de conspiración a siete opositores; entre ellos, tres aspirantes a la presidencia
La fiscalía acusó a ocho personas opositores al Régimen Sandinista de Daniel Ortega por ser presuntos autores de los delitos de conspiración para cometer menoscabo a la integridad nacional del país centroamericano y así evitar su participación en las elecciones de noviembre.

### Cristiana Chamorro va a juicio acusada de lavado de activos
El Ministerio Público de Nicaragua, la opositora Cristiana Chamorro va a juicio tras ser acusada de lavado de dinero, bienes y activos; apropiación y retención indebida; gestión abusiva y falsedad ideológica. Desde que fue detenida en junio, Cristina Chamorro Barrios rechazó todas las acusaciones en su contra. Pero esto no impidió que fuera inhabilitada para ocupar cargos públicos, una solicitud de la Fiscalía, que argumentó que la opositora no estaba “en el pleno goce de sus derechos civiles y políticos por encontrarse en un proceso penal”.

### Otras acusaciones
El régimen del matrimonio Ortega ha imputado formalmente a varios de los precandidatos y líderes opositores, acusándoles de ‘conspiración’. Los últimos han sido los periodistas Miguel Mora y Miguel Mendoza y la ex primera dama, María Fernanda Flores Lanza (mujer del expresidente Arnoldo Alemán, que en su día contribuyó a aupar en el poder a Ortega).
La Justicia de Nicaragua ha enviado a juicio a once opositores después de una audiencia inicial celebrada por presuntos delitos de conspiración, y ha decidido mantener la prisión preventiva para todos los acusados, según ha informado la Fiscalía de Nicaragua.
Durante el día 3 de septiembre, se presentaron ante la Justicia José Bernard Pallais—exviceministro de Exteriores--, Félix Madariaga, José Adán Aguerri Chamorro, Juan Sebastián Chamorro, Arturo Cruz, Violeta Granera y Daisy Dávila, así como a Hugo Torres y Dora María Téllez—exguerrilleros sandinistas—y Suyen Barahona.

### Denuncia
Los presos políticos después de más de 2 meses de no recibir visitas fueron visitados por sus familiares y denuncia «torturas psicológicas» realizadas por el régimen de Ortega.

### Impugnan candidatura
Diferentes grupos de ciudadanos nicaragüenses en diversas partes del mundo que conforman la diáspora en el exilio sin distingos de organizaciones cívicas o políticas, comenzaron a impugnar las candidaturas de Daniel Ortega y Rosario Murillo, ante el Consejo Supremo Electoral y consulados del país en el mundo y ante organismos de la comunidad internacional.

### Cierre de la Academia Nicaragüense de la Lengua
La administración de Ortega también ordenó el cierre de la Academia Nicaragüense de la Lengua por no registrarse como un "agente extranjero" ratificado por el parlamento Sandinista con el voto favorable de 75 diputados del gobernante FSLN.

### Expulsión de las Misioneras de la Caridad
El Gobierno de Ortega ordenó la expulsión a las Misioneras de la Caridad de Nicaragua, organización benéfica fundada en 1988 tras una visita de Teresa de Calcuta a Nicaragua, bajo los cargos de "lavado de activos".

### Niegan entrada a Nicaragua a pastor evangélico
El 21 de abril de 2022 el servicio de Migración le negó la entrada a Nicaragua al pastor evangélico estadounidense Tom Debbie Guess y su esposa, porque aparentemente profetizaron las protestas de 2018.

## Masacre en la Reserva de Bosawás
El 23 de agosto de 2021, en horas de la noche, un grupo de aproximadamente 40 colonos -personas no indígenas- fuertemente armados, perpetraron una masacre contra un grupo de defensores indígenas Mayangna y Mískitu en el cerro Kiwakumbaih, un territorio sagrado para los indígenas. De acuerdo con la información recibida, habrían sido asesinadas al menos 13 personas, entre ellas un menor de edad.

## Amnistía Internacional
Amnistía Internacional emitió un informe el día 25 de agosto donde señala que “la desaparición forzada de opositores” se suma a una serie de tácticas que las autoridades nicaragüenses han implementado para silenciar cualquier detractor de Daniel Ortega y mantenerse en el poder en el país centroamericano.

## Expulsión de la OEA
El día 24 de abril de 2022, Por medio de un comunicado titulado “Nicaragua expulsa a la OEA”, el régimen de Daniel Ortega y Rosario Murillo, cerró la oficina de la Organización de los Estados Americanos (OEA) en Managua y adelantó la salida de los representantes de Nicaragua ante ese organismo y liquidó su permanencia del organismo en la nación centroamericana. El edificio de la OEA en Managua fue expropiado por el Estado y el 23 de febrero de 2023 fue reinaugurado como Casa de la Soberanía.